# Carrizosa (kommunhuvudort)
Carrizosa är en kommunhuvudort i Spanien.   Den ligger i provinsen Provincia de Ciudad Real och regionen Kastilien-La Mancha, i den centrala delen av landet, 190 km söder om huvudstaden Madrid. Carrizosa ligger 825 meter över havet och antalet invånare är 1 556.
Terrängen runt Carrizosa är platt. Runt Carrizosa är det mycket glesbefolkat, med 5 invånare per kvadratkilometer. Närmaste större samhälle är Infantes, 11,8 km söder om Carrizosa. Trakten runt Carrizosa består till största delen av jordbruksmark.